# Obala popra
Obala popra ali Obala zrnja, redkeje Poprova obala, je bilo obalno območje v zahodni Afriki med rtom Mesurado in rtom Palm. Obsega sedanjo Republiko Liberijo. Območju so dali ime evropski trgovci.

## Izvor imena
Obala popra je svoje ime dobila po gvinejskem popru (Aframomum melegueta), ki ga najdemo v regiji. Poper je znan tudi kot »rajsko zrnje«, iz česar izhaja drugo ime, Obala zrnja (angl. Grain Coast). Pomen začimb je razviden iz poimenovanja območja od reke Saint John (pri današnjem Buchananu) do Harperja v Liberiji kot »Obala zrnja«, kar se nanaša na razpoložljivost rajskega zrnja. V nekaterih primerih (kot je prikazano na zgornjem zemljevidu) ta izraz zajema širše območje, ki vključuje Sierro Leone in Slonokoščeno obalo.